# Dysdera esquiveli
Dysdera esquiveli este o specie de păianjeni din genul Dysdera, familia Dysderidae, descrisă de Ignacio Ribera și Blasco, 1986.
Este endemică în Insulele Canare. Conform Catalogue of Life specia Dysdera esquiveli nu are subspecii cunoscute.